# دوروثي كريستي
دوروثي كريستي (بالإنجليزية: Dorothy Christy)‏ هي ممثلة أمريكية، ولدت في 26 مايو 1900 في ريدينغ في الولايات المتحدة، وتوفيت في 21 مايو 1977 في سانتا مونيكا في الولايات المتحدة.

## أعمال

### أفلام
- (1947) معجزة في شارع 34

## وصلات خارجية
- دوروثي كريستي على موقع IMDb (الإنجليزية)
- دوروثي كريستي على موقع قاعدة بيانات الفيلم (الإنجليزية)